# آلتیکور
آلتیکور (انگلیسی: Alticor) شرکت هلدینگ آمریکایی است، که در سال ۱۹۹۹ توسط ریچارد دوس تأسیس شد.